# Hrabstwo Chickasaw (Iowa)

Piramida wieku hrabstwa

Hrabstwo Chickasaw – hrabstwo położone w USA w stanie Iowa z siedzibą w mieście New Hampton. Założone w 1851 roku.

## Miasta
| - Alta Vista - Bassett - Fredericksburg | - Ionia - Lawler - Nashua | - New Hampton - North Washington - Protivin |

## Drogi główne
| - U.S. Highway 18 - U.S. Highway 63 - U.S. Highway 218 - Iowa Highway 24 | - Iowa Highway 27 - Iowa Highway 346 |

## Gminy
| - Bradford - Chickasaw - Dayton - Deerfield | - Dresden - Fredericksburg - Jacksonville - New Hampton | - Richland - Stapleton - Utica - Washington |

## Sąsiednie hrabstwa
- Hrabstwo Howard
- Hrabstwo Winneshiek
- Hrabstwo Fayette
- Hrabstwo Bremer
- Hrabstwo Floyd
- Hrabstwo Butler
- Hrabstwo Mitchell